# Oberliga Nord

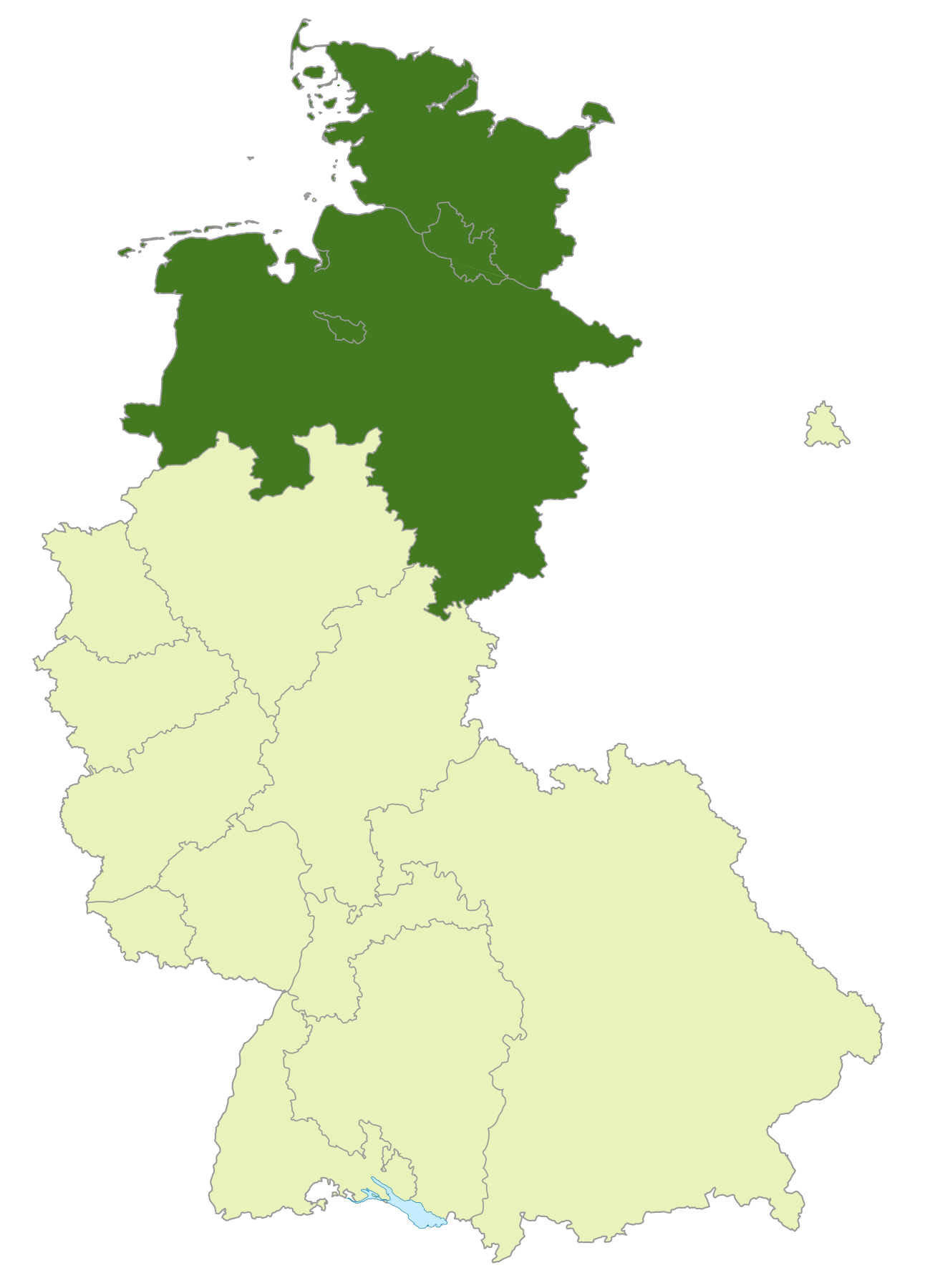
Kaart van Oberliga Nord

De Oberliga Nord was een voetbalklasse in Duitsland. Oorspronkelijk was het een van de hoogste divisies, na de invoering van de Bundesliga werd het de naam voor een van de hoogste amateurklasses.

## 1947-1963
De Oberliga Nord was van 1947 tot 1963 een van de 5 hoogste divisies in het Duitse voetbal. De Bundesländer Nedersaksen, Hamburg, Bremen en Sleeswijk-Holstein waren hierin vertegenwoordigd. De kampioen en vaak ook de vicekampioen kwalificeerden zich voor de eindronde om de Duitse landstitel. De overheersende ploeg was Hamburger SV die 15 keer kampioen werd.

### Statistieken eerste klasse
- /16 = aantal seizoenen in 1ste (1947-1963)

| Club                   | /16 | Seizoen (1947-1963)                                  |
| ---------------------- | --- | ---------------------------------------------------- |
| Hamburger SV           | 16  | 1947-1963                                            |
| FC St. Pauli           | 16  | 1947-1963                                            |
| Werder Bremen          | 16  | 1947-1963                                            |
| VfL Osnabrück          | 16  | 1947-1963                                            |
| Holstein Kiel          | 16  | 1947-1963                                            |
| Eintracht Braunschweig | 15  | 1947-1952, 1953-1963                                 |
| Hannover 96            | 15  | 1947-1948, 1949-1963                                 |
| TuS Bremerhaven 93     | 15  | 1948-1963                                            |
| Concordia Hamburg      | 13  | 1947-1953, 1956-1963                                 |
| FC Altona 93           | 12  | 1950-1951, 1952-1963                                 |
| Arminia Hannover       | 11  | 1947-1957, 1962-1963                                 |
| 1. SC Göttingen 05     | 10  | 1948-1958                                            |
| Bremer SV              | 9   | 1947-1955, 1961-1962                                 |
| VfB Lübeck             | 9   | 1947-1950, 1952-1954, 1957-1958, 1959-1961,1962-1963 |
| Eimsbütteler TV        | 8   | 1948-1956                                            |
| VfR Neumünster         | 8   | 1955-1963                                            |
| VfB Oldenburg          | 7   | 1949-1951, 1954-1960, 1960-1963                      |
| VfL Wolfsburg          | 5   | 1954-1959                                            |
| Eintracht Nordhorn     | 5   | 1955-1959, 1961-1962                                 |
| VfV Hildesheim         | 5   | 1958-1963                                            |
| ASV Bergedorf 85       | 5   | 1958-1963                                            |
| Harburger TB 1865      | 4   | 1948-1949, 1952-1955                                 |
| Eintracht Osnabrück    | 4   | 1950-1953, 19659-1960                                |
| Victoria Hamburg       | 3   | 1947-1948, 1951-1952, 1953-1954                      |
| 1. FC Phönix Lübeck    | 3   | 1957-1960                                            |
| Heider SV              | 2   | 1956-1957, 1960-1961                                 |
| Itzehoer SV            | 1   | 1950-1951                                            |
| Lüneburger SK          | 1   | 1951-1952                                            |

## Amateurs
In 1963 werd de Oberliga Nord de hoogste amateurvoetbalklasse in Noord-Duitsland. Samen met nog 8 andere Oberliga's vormde ze de 4de klasse. Na de invoering van de Derde Bundesliga in 2008 werd de Oberliga Nord opgeheven. In de plaats daarvan vormen de Verbandsliga's in Nedersaksen (Oost en West), in Bremen, Hamburg en Sleeswijk-Holstein in het Noorden van Duitsland nu de 5de klasse.
1947/48 · 
1948/49 · 
1949/50 · 
1950/51 · 
1951/52 · 
1952/53 · 
1953/54 · 
1954/55 · 
1955/56 · 
1956/57 · 
1957/58 · 
1958/59 · 
1959/60 · 
1960/61 · 
1961/62 · 
1962/63